# Sherlock Holmes i ubojstvo u visokom društvu
Sherlock Holmes i ubojstvo u visokom društvu (eng. Sherlock Holmes and the Case of the Silk Stocking) je britanski TV film u BBC-evoj produkciji nastavak je adaptacije Baskervilski pas iste kuće iz 2002. godine. Dr. Watsona ponovno glumi Ian Hart, a uloga detektiva nad detektivima Sherlocka Holmesa ovoga je puta pripala Rupertu Everettu. 

## Radnja
Holmes je prisiljen prekinuti lagodan život u mirovini i na nagovor vjernog Dr. Watsona kreće na novi slučaj.Tijelo mlade djevojke izvučeno iz rijeke ukazuje na to da je riječ o prostitutki, no ispostavlja se da je nesretnica prava dama iz visokog društva. Nedugo zatim jedna je mlada aristokratkinja oteta. Usprkos velikim naporima inspektora Lestradea nisu joj uspjeli spasiti život, već su uspjeli samo pronaći njezino beživotno tijelo.Shvativši kako je rijeć o serijskom ubojici Holmes pribjegava radikalnim metodama kako bi ušao u trag misterioznom krvniku...